# Пастушок строкатий
Пастушок строкатий (Pardirallus maculatus) — вид журавлеподібних птахів родини пастушкових (Rallidae). Мешкає в Мексиці, Центральній і Південній Америці та на Карибах.

## Опис

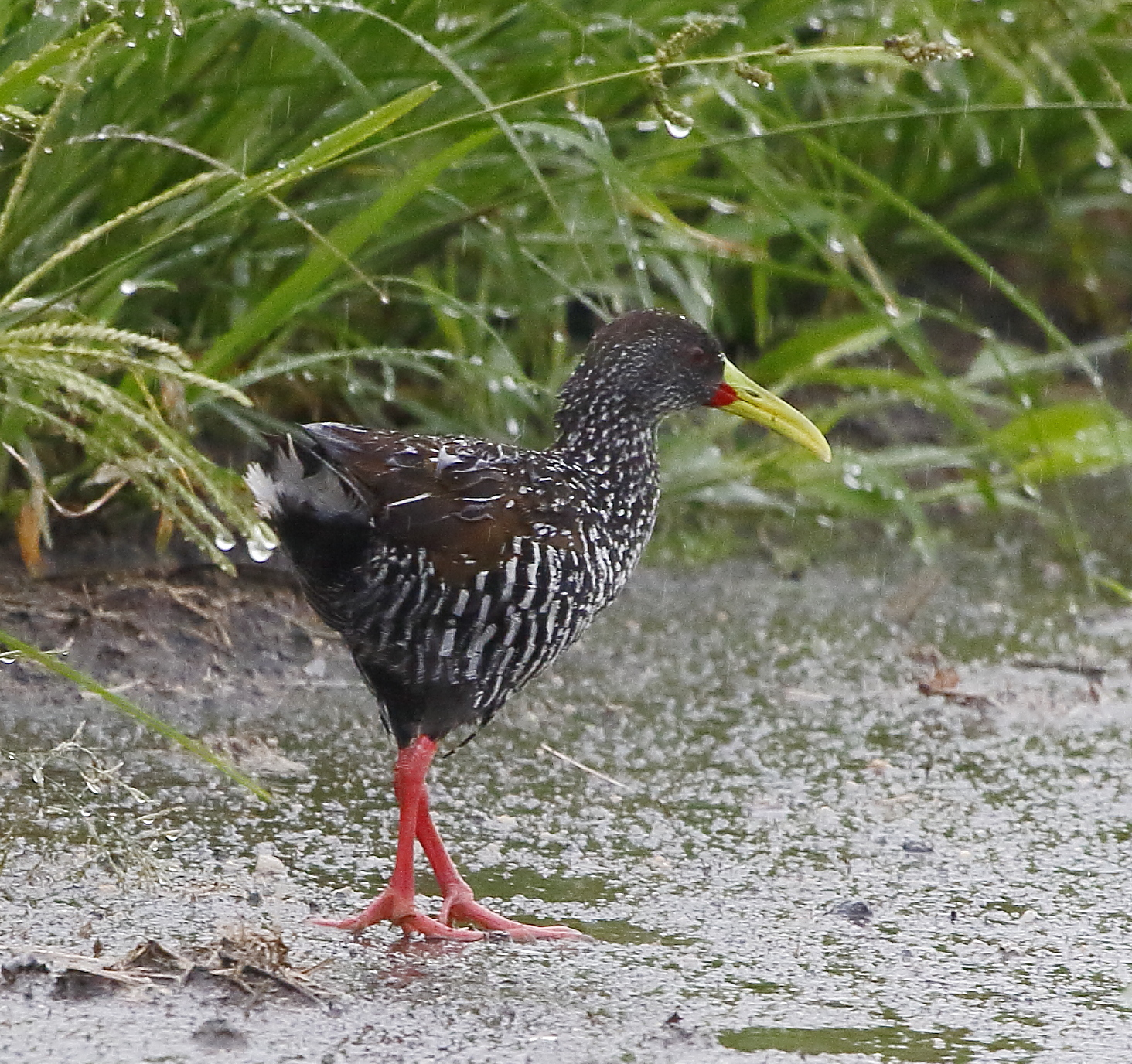
Строкатий пастушок

Довжина птаха становить 25-32 см, вага 130-220 г. Самиці є дещо меншими за самців. Голова і шия бурувато-чорні, сильно поцятковані білими плямами, за винятком тімені і потилиці. Верхня частина тіла чорнувата, поцяткована кількома великими бурими плямами і білими смужками (у підвиду P. m. insolitus також білими плямками), на нижній частині спини і надхвісті плями є меншими. На хвості білі плями відсутні. Крила буруваті, дещо поцятковані білими плямами (у підвиду P. m. insolitus на другорядних і третьорядних перах вони відсутні). На грудях, животі і боках чорно-білі смуги. Гузка біла. Райдужки червоні, дзьоб довгий, жовтувато-оливковий, біля основи червонувато-оранжевий. Лапи світло-червонувато-оранжеві або червонувато-рожеві.

## Таксономія
Строкатий пастушок був описаний французьким натуралістом Жоржем-Луї Леклерком де Бюффоном в 1779 році в праці «Histoire Naturelle des Oiseaux» за зразком з Французької Гвіани. Науково вид був описаний в 1783 році, коли голландський натураліст Пітер Боддерт класифікував його під назвою Rallus maculatus у своїй праці «Planches Enluminées». Згодом строкатого пастушка перевели до роду Pardirallus, введеного  французьким натуралістом Шарлєм Бонапартом у 1856 році.

## Підвиди
Виділяють два підвиди:
- P. m. insolitus (Bangs & Peck, 1908) — від Мексики до Коста-Рики;
- P. m. maculatus (Boddaert, 1783) — від Колумбії до східної Бразилії та північної Аргентини, Кариби.

## Поширення і екологія
Строкаті пастушки мешкають в Мексиці, Белізі, Гондурасі, Сальвадорі, Нікарагуа, Коста-Риці, Панамі, Колумбії, Еквадорі, Перу, Болівії, Бразилії, Венесуелі, Суринамі, Французькій Гвіані, Аргентині, Парагваї, Уругваї, на Тринідаді і Тобаго, Кубі, Ямайці, Гаїті і в Домініканській Республіці. Вони живуть на болотах, вологих луках і рисових полях, на висоті до 2000 м над рівнем моря. Живляться черв'яками, комахами та іншими безхребетними, дрібною рибою і плодами, зокрема Potamogeton epihydrus. Початок сезону розмноження різниться в залежності від регіону. Гніздо чашоподібне, робиться з трави, розміщується в очереті, невисоко над водою. В кладці від 2 до 7 яєць.

## Збереження
МСОП класифікує цей вид як такий, що не потребує особливих заходів зі збереження. За оцінками дослідників, популяція строкатих пастушків становить від 1000 до 10000 птахів.